# Aleksandr Scherbakov
Aleksandr Sergeyevich Scherbakov (tiếng Nga: Александр Сергеевич Щербаков; sinh 26 tháng 6 năm 1998) là một cầu thủ bóng đá Nga thi đấu ở vị trí tiền vệ cánh phải cho FC Alashkert mượn từ FC Ural Yekaterinburg.

## Sự nghiệp câu lạc bộ
Anh ra mắt chuyên nghiệp ngày 19 tháng 3 năm 2016 cho FC Ural Sverdlovsk Oblast trong trận đấu tại Giải bóng đá ngoại hạng Nga trước FC Terek Grozny.
Ngày 11 tháng 2 năm 2018, anh gia nhập câu lạc bộ Armenia FC Alashkert theo dạng cho mượn.